# شبکه تلویزیونی تراول
شبکه تلویزیونی تراول (به انگلیسی: Travel Channel) کانالی امریکایی است که به پخش برنامه های مستند در زمینه واقع نما مسافرت هتل و علوم گردشگری میپردازد.